# 潜水作業支援船

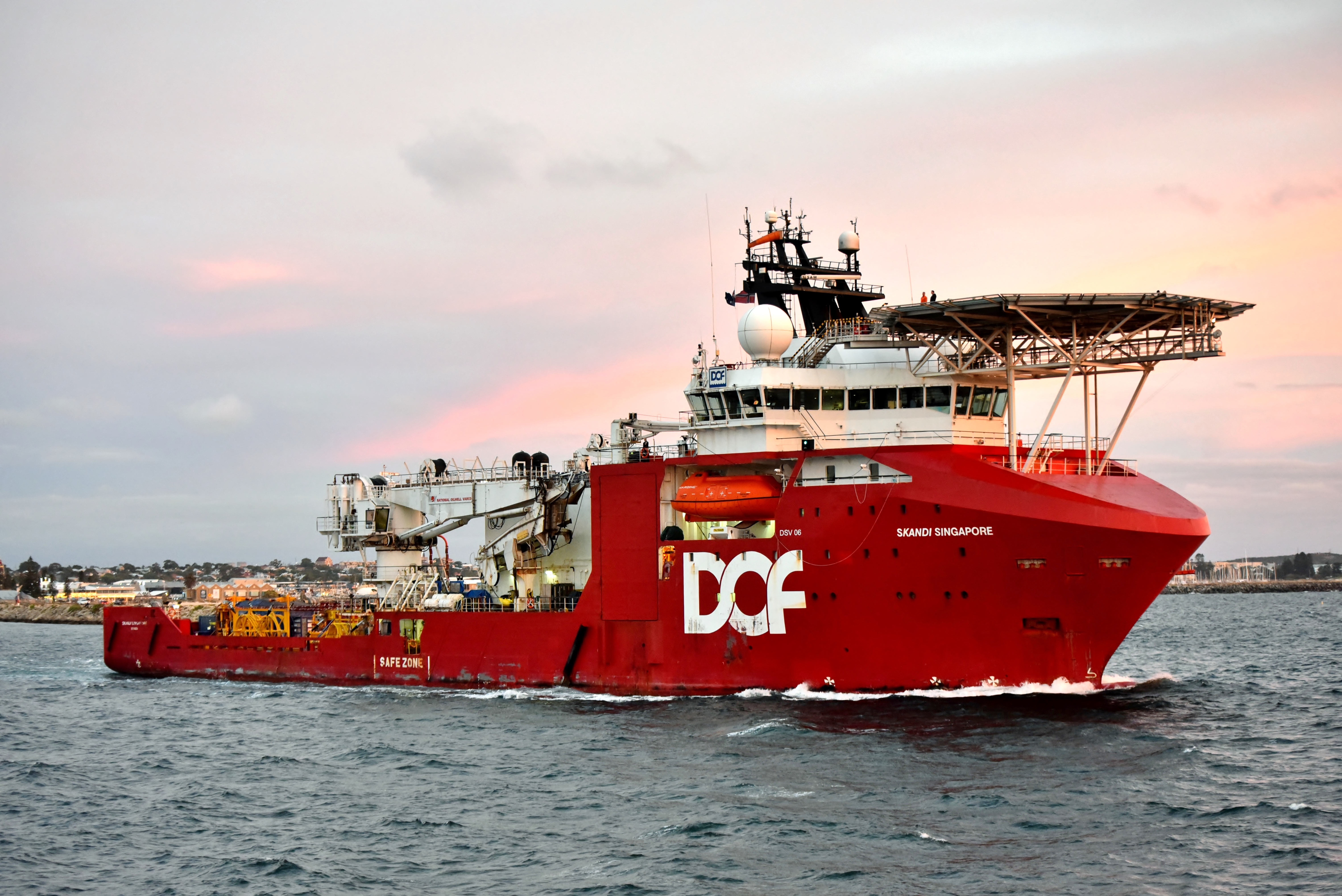
オーストラリアのフリーマントルを出港するCSV Skandi Singapore

潜水作業支援船（せんすいさぎょうしえんせん）は、潜水作業の水上基地として用いられる船である。

## 背景
商用の潜水作業支援船は、北海やメキシコ湾の海上で石油プラットフォームや関連設備の周辺で潜水作業を行う必要性がでてきた1960年代から1970年代にかけて登場した。それまでの潜水作業は可動式の石油掘削プラットフォームやパイプ敷設船、クレーン艀などから実施されていた。潜水関連装備はモジュラー化されていて、パッケージとしてクレーンで船に積み込み・積み降ろされる傾向があった。
永久的な石油・ガス生産プラットフォームが登場するにつれて、これらの生産設備が稼動した後に潜水作業を引き続き実施する可能性は低いことから、所有者や運営者はプラットフォームの貴重なデッキスペースを潜水関連設備のために割きたがらなくなった。
解決方法は、潜水関連装備を船に搭載することであった。当初は海上油田への補給船や漁船が用いられる傾向にあったが、しかし特に気象条件の不安定な状況でこうした種類の船を配置し続けることは、潜水作業を危険で問題のあるものとし、また作業を実施できる季節を限定することにもなった。さらに、海底での作業は通常重い設備を上げ下げする作業を含んでいるが、こうした船の多くはこの種の作業のための設備を備えていなかった。
専用の商用潜水作業支援船が出現したのはこうした時であった。こうした船は全く一から新造されるか、あるいはパイプの輸送船や他の種類の船から大規模改造して用意された。

## 装備
潜水作業支援船の重要な装備としては以下のようなものがある。
自動船位保持装置
ディファレンシャルGPS (Differential GPS) やトートワイヤ装置（海底に錘の付いたワイヤを垂らして、船が移動するとワイヤの繰り出し量や傾き角度が変化することを検知して移動の方向や量を計測する装置）、RadaScan（レーダーを用いた装置）などの位置測定システムからの入力を基にしたコンピュータ制御で、多方向スラスターを使って船の位置を潜水作業地点に保つ。他のセンサーが海のうねりや潮汐、風などに対応する。
飽和潜水システム
深さ50 m 以下の潜水作業では、水圧による窒素中毒を避けるためにヘリウムと酸素の混合物であるヘリオックスが必要とされる。深い場所で長時間の潜水作業を行うためには、飽和潜水が望ましい手段である。船上に飽和装置が設置される。船底に設けられたムーンプール (Moon pool) を通じて、潜水球が飽和装置から作業地点までダイバーを輸送する。水面近くの水流に対処するために潜水球を支持するカーソルという構造物も用いられる。遠隔操作無人探査機や重量物の引き上げ設備など、多くの飽和潜水支援設備が船に搭載されている。

## アンクル・ジョン
1980年代でもっとも成功した潜水作業支援船といえるのが、コメックス・ホールダー・ダイビング (Comex Houlder diving) が運用した「アンクル・ジョン」(SSSV Uncle John) であった。10年にわたって、水面下でのパイプ接続（高圧接合）やその他の保守作業を北海北部のブレント油田 (Brent oilfield) を操業するロイヤル・ダッチ・シェルの関連で行ってきた。アンクル・ジョンは半潜水式プラットフォームとして設計され、16人用飽和潜水装置と独立したムーンプールを持つ2つの潜水球と2つのクレーンがあり、また特に厳しい気象環境下で活動する能力を持っていた。半潜水式の設計は高圧接合のために大変有用で、広大なデッキスペースを75 トン溶接設備や直径36 インチ、厚さ1.5 インチの鉄パイプを取り扱う能力のあるパイプ取り回し設備の運搬と操作に利用することができた。
ブレント油田での典型的な作業深度は140 mであった。しかしながら1983年にはアンクル・ジョンとその作業員は、ノルウェーのOnarheimsフィヨルドでのディープ・フィヨルド・ダイビング・プログラムでは、直径36 インチの高圧接合を300 mの深さで行うことに成功している。

## 現代の潜水作業支援船
北海で21世紀初頭現在用いられている船の大半は1980年代に建造された。アンクル・ジョンやそれに類似した半潜水式の船は、維持するのが高く付きすぎ、また油田間を移動するのがあまりに遅いということが判った。このため、それ以降の設計のほとんどはモノハル（単一船体）で、1つか2つの潜水球を備えている。1980年代以降の進歩はわずかである。しかしながら2004年以降の高い原油価格により、北海における海中開発の市場は非常に成長してきている。これにより潜水作業支援船が不足してきており、価格上昇につながっている。このため契約者は2008年に市場に投入される見込みの多くの新造船を発注している。